# 林尔康墓
林尔康墓，位于中国福建省福州市晋安区鼓山镇洋里村，是林本源家族長房族長林維讓次子林爾康與妻子陳芷芳的合葬墓，1936年因林爾康夫人陳貞（字芷芳）病逝而始建，1937年為合葬而扩建。墓坐东向西，由望柱、四层墓埕、墓手、封土堆组成。墓埕有六角形花岗石藏骨塔。墓南侧立墓志铭。2009年11月16日公布为第七批福建省文物保护单位。